# Lindsaea javanensis
Lindsaea javanensis là một loài dương xỉ trong họ Lindsaeaceae. Loài này được Blume mô tả khoa học đầu tiên năm 1828.